# ТОР «Абаза»
Территория опережающего социально-экономического развития «Абаза» — территория в Хакасии, на которой установлен особый правовой режим осуществления предпринимательской деятельности. Создана в 2017 году. Основная специализация — строительно-индустриальный комплекс, рыбоводство, деревообработка.

## Развитие территории
ТОР «Абаза» была создана на территории Хакасии постановлением Правительства РФ от 24 июля 2017 года № 870 "О создании территории опережающего социально-экономического развития «Абаза».
ТОР «Абаза» организована на территории расположенного в Республике Хакасия города Абаза. Статус ТОР был присвоен городу целиком. Основной целью создания территории опережающего развития в городе является создание новых рабочих мест для жителей города за счёт привлечения внешних инвестиций, а также развитие муниципальных образовательных учреждений.
Абаза являлась моногородом, значительно зависящим от центрального градообразующего предприятия ООО «Абаканский рудник». Создание на территории города территории опережающего развития позволило понизить зависимость жителей города от функционирования данного предприятия.
В ходе работы ТОР «Абаза» было запланировано создание 600 дополнительных постоянных рабочих мест для жителей города, привлечение сотрудников на которых позволит создать необходимые условия для населения и обеспечить их возможностью работать в родном регионе.
На старте работы ТОР «Абаза» планировалось, что в рамках развития данного экономического комплекса удастся привлечь инвестиции в объёме 2,5 миллиарда рублей.
Программа развития территории опережающего развития в Абазе рассчитана на период до 2030 года.
Все резиденты ТОР «Абаза» получили льготы в налоговой отрасли и по выплатам страховых взносов всех уровней.
Для создания на территории города необходимых инфраструктурных объектов и реконструкцию имеющихся объектов были привлечены не только частные инвестиции, но и федеральные ресурсы. Для инвесторов, готовых работать в регионе, предусматривается снижение суммы страховых взносов с 30,2 % до 7,6 % на срок десять лет, а на срок пять лет все инвесторы освобождаются от необходимости уплаты налогов на землю и имущество.

## Резиденты
Первый резидент ТОР «Абаза» появился здесь в начале 2018 года, им стало предприятие по переработке древесины ООО «Абазинское лесоперерабатывающее предприятие». Его выбор был подтверждён правительством Хакасии.
Ещё одним резидентом ТОР «Абаза» стало ООО «Сарган», деятельность которого направлена на индустриальное рыбоводство, а также переработку и консервирование рыбной продукции.
Всего на территории данной территории опережающего развития по данным на 2020 года находилось менее десяти резидентов.